# Gott mit uns
Gott mit uns (pol. „Bóg jest z nami”) – dewiza Orderu Łabędzia, przejęta w roku 1701 jako dewiza państwowa Królestwa Prus, używana do 1945 roku w armii niemieckiej i do lat 70. XX wieku na sprzączkach pasów sił policyjnych Niemiec Zachodnich.

## Historia
Dewiza zaczerpnięta ze Starego Testamentu pojawiła się w historii Niemiec po raz pierwszy w roku 1440 jako dewiza brandenburskiego Orderu Łabędzia z okazji nadania mu statutów. Przy swej proklamacji na „króla w Prusach” Fryderyk I Pruski wybrał ją jako dewizę nowego królestwa. Używana była na sztandarach wojskowych i w detalach umundurowania armii pruskiej i później niemieckiej, zarówno sił zbrojnych Cesarstwa Niemieckiego, Reichswehry w Republice Weimarskiej, jak i Wehrmachtu w III Rzeszy. Widniała także na niektórych pruskich orderach.
Ze względów ideologicznych nie była używana w siłach zbrojnych Niemieckiej Republiki Demokratycznej, „Nationale Volksarmee” skądinąd niestroniących od niektórych pruskich tradycji. W Republice Federalnej Niemiec po roku 1945 Bundeswehra porzuciła tę dewizę, ale policja używała jej aż do lat 70. XX wieku.

## Galeria

Herb Fryderyka I Pruskiego z 1709 roku
Sztandar cesarza niemieckiego
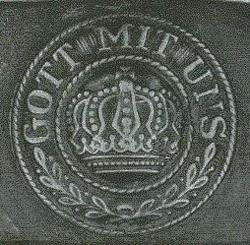
Klamra z czasów I wojny światowej
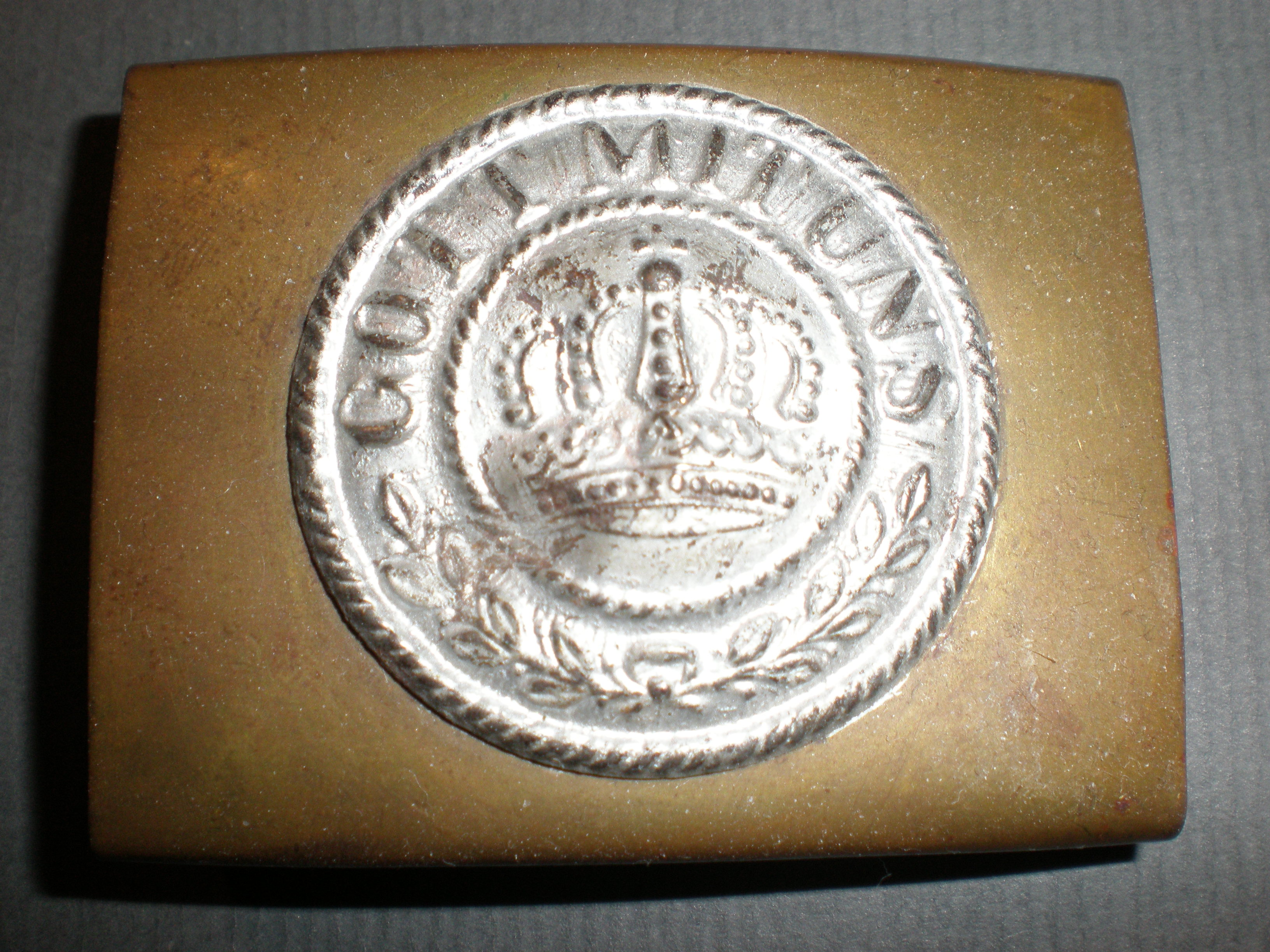
Klamra od pasa żołnierza pruskiego
Herb landu Prusy w latach 1933–1935
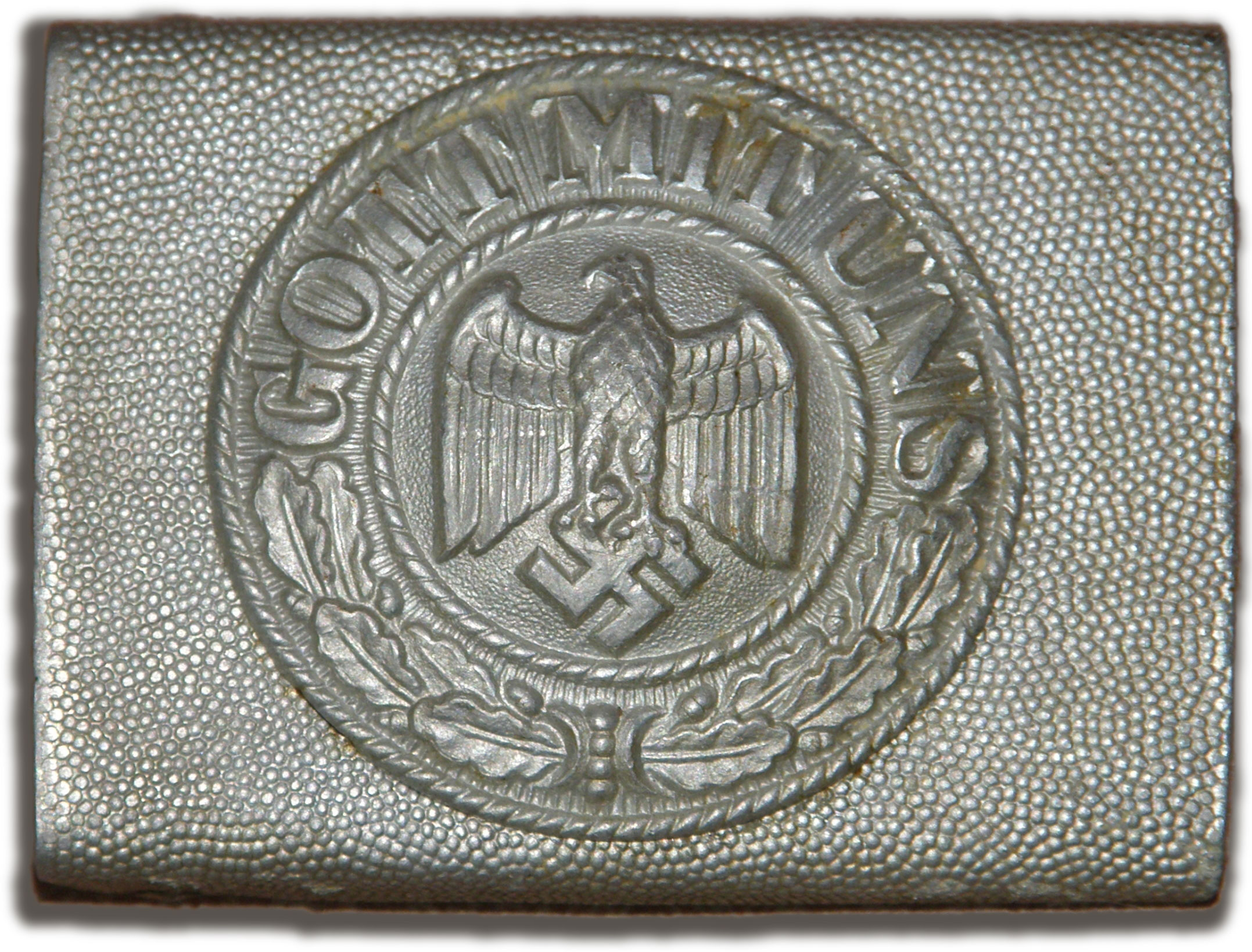
Klamra od pasa żołnierza niemieckiego z czasów II wojny światowej
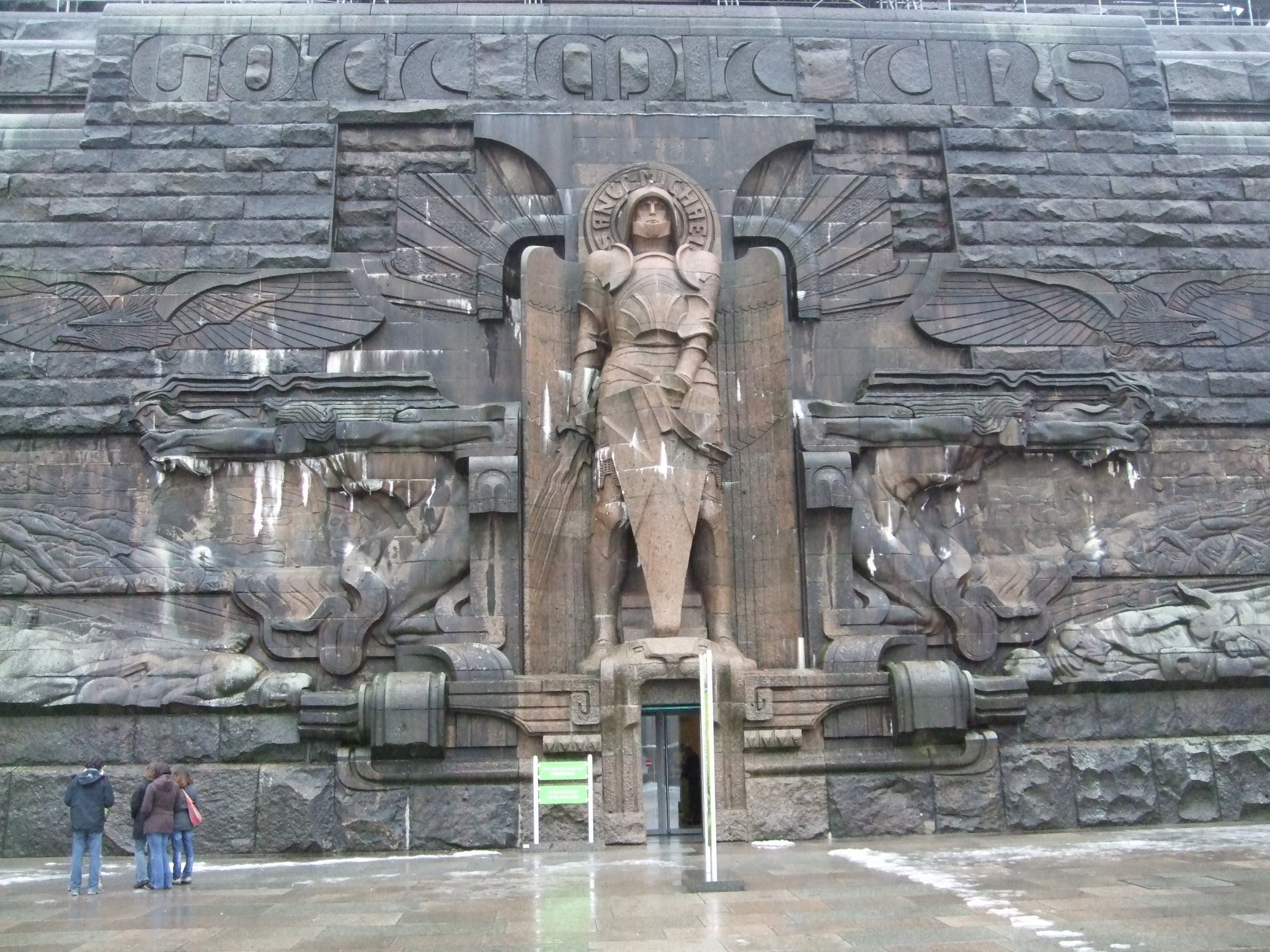
Wejście do Pomnika Bitwy Narodów w Lipsku. Nad Archaniołem Michałem znajduje się dewiza Gott mit uns